# Cerca de ti (álbum de Lucero)
Cerca de ti es el decimocuarto Álbum de estudio de Lucero y el cuarto realizado bajo el género de música vernácula mexicana, fue lanzado al mercado a finales de febrero de 1998; para la realización de este proyecto vuelve a trabajar junto al productor y arreglista de sus anteriores álbumes de rancheras, Rubén Fuentes y los arreglos musicales estuvieron proporcionados por el Mariachi Vargas de Tecalitlán.
En esta ocasión, graba ocho canciones inéditas, escritas especialmente para ella y su tonalidad de voz y cinco canciones popularizadas anteriormente.[cita requerida]
Este es el último material discográfico grabado para la empresa Melody, debido a la terminación del contrato firmado con anterioridad entre la discográfica y Lucero y el declive en producción y ventas que estaba sufriendo la discográfica debido a la piratería.[cita requerida]
Las canciones Corazón lastimado y Desviste mi boca fueron los sencillos elegidos desde un inicio; para la promoción del álbum.  Las canciones A partir de hoy Te amaré toda la vida y Por que soy mujer fueron emitidos como sencillos promocionales que sonaron en las emisoras de radio de música mexicana.
Este álbum tuvo una mayor aceptación en Estados Unidos a diferencia de México, debido a la alta promoción que se realizó por parte de la compañía discográfica filial Fonovisa; logrando muy buenas en el público latino de ese país; además que esto hizo que Lucero se presentará en algunos programas de televisión y conciertos en aquel país.[cita requerida]
Cerca de ti, es el disco ranchero, que le permitió a Lucero ganar su primer premio Billboard Latino en 1999.

## Lista de canciones
| Cerca de ti |                            |                                   |          |  |
| N.º         | Título                     | Escritor(es)                      | Duración |  |
| 1.          | «Me estoy volviendo mujer» | José Alfredo Jiménez              | 2:29     |  |
| 2.          | «Desviste mi boca»         | Humberto Estrada                  | 3:14     |  |
| 3.          | «Corazón lastimado»        | Rubén Fuentes, Isabel Leonor Cova | 3:28     |  |
| 4.          | «Besos de amor»            | Rafael Torres, Oscar Lira         | 2:19     |  |
| 5.          | «¡Antojo!»                 | I. L. Cova, R. Fuentes            | 2:09     |  |
| 6.          | «Te amaré toda la vida»    | Enrique "Coqui" Navarro           | 3:09     |  |
| 7.          | «No vuelvas»               | Fernando Martínez                 | 2:49     |  |
| 8.          | «A partir de hoy»          | H. Estrada                        | 4:01     |  |
| 9.          | «El milagro»               | Felipe "Indio" Jiménez            | 2:09     |  |
| 10.         | «Será que estoy enamorada» | David Beigbeder                   | 3:13     |  |
| 11.         | «Cerca de ti»              | Rafael Pérez Botija               | 3:36     |  |
| 12.         | «Con doble cara»           | Benjamín Sánchez Mota             | 2:58     |  |
| 13.         | «Por qué soy mujer»        | Armando Manzanero                 | 3:29     |  |
| 39:09       |                            |                                   |          |  |

| Lucero le canta a la Virgen (1997) |                                             |                                         |          |  |
| N.º                                | Título                                      | Escritor(es)                            | Duración |  |
| 1.                                 | «Morenita mía»                              | Armando Villareal Lozano                | 3:13     |  |
| 2.                                 | «Que bonito amor»                           | José Alfredo Jiménez                    | 2:40     |  |
| 3.                                 | «Vaya con Dios»                             | Larry Russell, Inez James, Buddy Pepper | 2:40     |  |
| 4.                                 | «Cariño de mis cariños (versión del álbum)» | Rubén Fuentes, Alberto Cervantes        | 3:23     |  |
| 11:58                              |                                             |                                         |          |  |

## Créditos de realización
- Producción, arreglos y dirección: Rubén Fuentes
- Arreglos musicales: Mariachi Vargas de Tecalitlán (Cortesía de Polygram México)
- Repertorio: Lucero León e Isabel Leonor Cova
- Productor Ejecutivo: Tina Galindo
- Estudio de grabación: Estudios Joel Solís, México
- Ingeniero de grabación: Carlos Ceballos y Alex Sánchez
- Guitarras: Elias Torres, Miguel Peña
- Arreglos: Eduardo Magallanes y Pepe Martínez
- Voz: Lucero
- Fotografía: Adolfo Pérez Butrón
- Diseño: Varela Design y Rafael Barbabosa